# Сувенир для прокурора
«Сувенир для прокурора» — советский детективный фильм, снятый в 1989 году режиссёром Александром Косаревым по сценарию Анатолия Безуглова и Александра Косарева.
Премьера состоялась в декабре 1989 года.

## Сюжет
В небольшом южном курортном городе в автокатастрофе погибает завскладом местного машиностроительного завода Слава Зубцов (Николай Бурляев). Предварительное следствие показало, что водитель был пьян и не справился с управлением. Дело поручают старшему следователю прокуратуры Гранской (Ирина Короткова). 

Но что-то в этом деле настораживает, отдельные детали не укладываются в цельную картину, и тогда за него берётся прокурор города Захар Петрович Измайлов (Юрий Соломин) лично. Когда экспертиза приходит к выводу, что в момент аварии Зубцова за рулём не было, становится ясно, что произошло убийство.
Расследование этого убийства перерастает в проверку работы как самого завода, так и связанной с ним сувенирной фабрики. Следователи выходят на ОПГ во главе с директором завода Самсоновым (Пётр Вельяминов), имеющим поддержку у партийного руководства города.
В ответ мафия готова использовать любые средства — от примитивного шантажа до попытки компрометации самого прокурора.

## В ролях
| Актёр                  | Роль                                                                                   |
| ---------------------- | -------------------------------------------------------------------------------------- |
| Юрий Соломин           | Захар Петрович Измайлов, прокурор города                                               |
| Галина Беляева         | Зина Измайлова, жена прокурора                                                         |
| Иван Бурляев           | сын прокурора                                                                          |
| Пётр Вельяминов        | Глеб Артемьевич Самсонов, генеральный директор машиностроительного завода              |
| Ирина Короткова        | Ольга Павловна Гранская, старший следователь прокуратуры                               |
| Вадим Спиридонов       | Евгений Иванович Огородник, шофёр сувенирной фабрики (последняя работа в кино)         |
| Светлана Тома          | Софья Анатольевна Самсонова, жена директора завода, тренер по аэробике                 |
| Александр Серов        | Александр Николаевич, певец                                                            |
| Иван Лапиков           | прокурор области, начальник Измайлова                                                  |
| Владимир Андреев       | Сергей Фёдорович, секретарь горкома партии                                             |
| Александр Косарев      | Фадей Фадеевич                                                                         |
| Римма Маркова          | Анна Семёновна Зубцова, мать Славы Зубцова                                             |
| Николай Бурляев        | Слава Зубцов, заведующий складом машиностроительного завода                            |
| Виктор Шульгин         | Павел Васильевич Грачёв, заместитель генерального директора машиностроительного завода |
| Лариса Долина          | певица Лариса                                                                          |
| Валерий Хлевинский     | Сергей Фёдорович, подполковник милиции                                                 |
| Роман Филиппов         | старшина милиции на вокзале                                                            |
| Василий Панин          | Григорий Васильевич, сотрудник министерства                                            |
| Мирча Соцки-Войническу | Мирча Николаевич Сандулесу                                                             |
| Виктор Вукол           | Май, водитель Гранской                                                                 |
| Ибрагим Барги          | сотрудник министерства                                                                 |
| Сергей Мартынов        | оперативник                                                                            |
| Ефим Болесков          | инспектор Соловьёв, инспектор ГАИ                                                      |
| Владимир Федоров       | Карлик (в титрах не указан)                                                            |

## Съёмочная группа
- Режиссёр: Александр Косарев
- Сценаристы: Анатолий Безуглов, Александр Косарев
- Оператор-постановщик: Игорь Богданов
- Озвучивание ролей:
  - Ольга Гаспарова — Ольга Павловна Гранская (роль Ирины Коротковой)
  - Дмитрий Матвеев — певец Александр Николаевич (роль Александра Серова)
- Композитор: Игорь Крутой
- В фильме прозвучали песни на стихи Александра Косарева:
  - Игорь Тальков, исполнил песню «День любви»
  - Александр Серов, исполнил песни: «Миг удачи» и «Как быть» («А может ночь не торопить и всё сначала повторить») — премьера песни
  - Лариса Долина исполнила песню «Четыре брата»